# Lago Bonneville

O lago Bonneville num mapa da parte centro-ocidental da América do Norte.

O lago Bonneville foi um lago pré-histórico pluvial que cobriu muita da parte oriental da região grande da bacia de América do Norte. A maior parte da sua extensão está no atual território do estado de Utah, embora pequenas partes estivessem no que hoje é Idaho e Nevada. 
Formado há cerca de 32 mil anos, o lago Bonneville existiu até cerca de 14,5 mil anos atrás, quando uma grande porção do lago foi liberada através do Red Rock Pass em Idaho. Após a inundação de Bonneville. Muitas das características geológicas únicas da grande bacia são devidas aos efeitos do lago.
Em mais de 300 metros de profundidade e mais de 51 mil km² de área, o lago era quase tão grande quanto o atual lago Michigan e significativamente mais profundo. Com a mudança no clima, o lago começou a secar. Desse fenômenos surgiram o Grande Lago Salgado, lago Utah, lago Sevier, lago Rush e o Pequeno Lago Salgado.